# 1438
| 1438               |
| ------------------ |
| Dødsfald - Fødsler |
|                    |

| Gregoriansk kalender | 1438 MCDXXXVIII         |
| Ab urbe condita      | 2191                    |
| Armensk kalender     | 887 ԹՎ ՊՁԷ              |
| Kinesiske kalender   | 4134 – 4135 丁巳 – 戊午 |
| Etiopisk kalender    | 1430 – 1431             |
| Jødisk kalender      | 5198 – 5199             |
| Hindukalendere       |                         |
| - Vikram Samvat      | 1493 – 1494             |
| - Shaka Samvat       | 1360 – 1361             |
| - Kali Yuga          | 4539 – 4540             |
| Iransk kalender      | 816 – 817               |
| Islamisk kalender    | 842 – 843               |

Konge i Danmark: Erik 7. 1396-1439
Se også 1438 (tal)

## Begivenheder
- 1. januar - Albrecht II af Habsburg bliver konge af Ungarn